# Ana Flávia Miziara
Ana Flávia Miziara (São Paulo, 7 de Dezembro de 1962) é uma cantora, compositora, musicista, professora de música, desenvolvedora de programas, terapeuta holística, pioneira em tecnologia e escritora brasileira.
É sócia-gerente e diretora executiva da BMGV, empresa que reúne gravadora, produtora de software e de internet, e uma editora de livros (convencional e online).
Dentre seu pioneirismo no âmbito da tecnologia brasileira, Ana Flávia lançou o primeiro CD-ROM do país ("Esotérica"), fundou a primeira gravadora online e a primeira rádio online do Brasil ("MPB Webradio"), além da inauguração da primeira editora virtual com venda de livros digitais. Em 2009 fundou sua própria rede social, "iEsotérica".
Possui mais de 40 anos de carreira na música e na tecnologia, atuando desde 1979 - tem 9 livros lançados, 3 álbuns de estúdio, 3 EPs e 7 softwares. Acumula mais de 200 mil seguidores no Instagram.

## Carreira

### Anos 90
Em 1995, criou a BMGV Music Software Net Editora, uma das maiores empresas de referência tecnológica, de inovação, pioneirismo e desenvolvedora de ideias originais do Brasil. No mesmo ano, lançou "Esotérica", o primeiro CD-ROM na história do Brasil, que vendeu mais de 750 mil cópias. De maneira inédita, o CD podia ser lido tanto por Macintosh como por Windows. "Esotérica" é considerada a primeira enciclopédia esotérica em livro.
Lançou dois livros nos anos 90: “O Portal dos Anjos” (Editora Rocca, 1996) e “Elvis Presley, uma biografia” (Editora Rocca – 1998). As duas obras venderam mais de 310 mil cópias no Brasil.
Em 1996 lança seu álbum de estreia, intitulado "100 Anos De Música", que vendeu 75 mil cópias. O CD continha, pela primeira vez no Brasil, uma faixa interativa feita para ser lida em computador.
Em 1997, compôs, criou e desenvolveu a primeira trilha original para ser utilizada em um software original (cd-rom), denominada "Enigma".
Em 1998, através da BMGV, criou e desenvolveu a primeira gravadora virtual da Internet brasileira, passando a comercializar músicas de artistas brasileiros em MP3. A inovação foi reconhecida internacionalmente pela CNN. 
"Quando o ITunes foi lançado, o ato de vender músicas pela internet já era praticado pelos brasileiros da BMGV desde 1998." (CNN, 2003)
No mesmo ano, ainda através da BMGV, lançou a primeira editora virtual da Internet brasileira, comercializando livros digitais de famosos escritores brasileiros no formato Word e PDF. Um serviço inédito no Brasil que incluía também a venda de livros por capítulo.
Em 1999, criou e desenvolveu a primeira rádio online do Brasil, conhecida como MPB Webradio. A estação online teve inicialmente 1 milhão de ouvintes em seu primeiro ano.

### Anos 2000
Em 2002, tornou-se membro da TriggerStreet, produtora oficial do ator e produtor americano Kevin Spacey, atuando como roteirista.
Em 2004 roteirizou e produziu o primeiro curta-metragem feito exclusivamente para a Internet brasileira, "Janelas", em co-parceria com a produtora francesa Esperanto.
Em 2009, criou a primeira rede social esotérica da Internet brasileira, "iEsotérica".

### Softwares e aplicativos
| Título               | Lançamento |
| -------------------- | ---------- |
| Esotérica            | 1995       |
| Enigma               | 1996       |
| Elvis Presley        | 1997       |
| Métodos Divinatórios | 1998       |
| Oliver Twist         | 2005       |
| Tarot                | 2016       |
| Ana Flávia           | 2019       |

### Livros e Ebooks
| Título              | Lançamento |
| ------------------- | ---------- |
| O Portal Dos Anjos  | 1996       |
| Elvis Presley       | 1997       |
| 100 Anos De Música  | 2010       |
| Mantenha O Foco     | 2011       |
| Keep The Focus      | 2012       |
| Orações Aos Orixás  | 2012       |
| Frases Pra Elas     | 2013       |
| Mensagens Dos Anjos | 2013       |
| Fui                 | 2018       |

## Discografia
| Título                 | Formato | Lançamento |
| ---------------------- | ------- | ---------- |
| Compacto Carta Marcada | Vinil   | 1996       |
| 100 Anos de Música     | CD      | 1996       |
| Orações Aos Orixás     | CD      | 2008       |
| Smile                  | Single  | 2011       |
| Morada                 | CD      | 1998/2012  |
| Carta Marcada          | EP      | 2013       |
| Ana Bekoach            | Single  | 2018       |
| Depois                 | EP      | 2019       |
| De Tanto Amor          | EP      | 2020       |